# 1892–93. évi Tengeri Utazási Emlékérem
Az 1892–93. évi Tengeri Utazási Emlékérem (németül: Seereise-Denkmünze 1892/1893) egy osztrák-magyar katonai kitüntetés volt, amelyet azok kaphattak meg, akik részt vettek az SMS Kaiserin Elisabeth védett cirkáló Ázsiát, valamint Ausztráliát és Óceániát érintő útján 1892–1893-ban. Az expedíció első szakaszán Ferenc Ferdinánd főherceg is a hajón utazott.

## Története
Az osztrák-magyar haditengerészet hajói rendszeresen indultak missziós utakra, melyek rend szerint távoli földrészekre és óceánokra vezettek. Céljuk a tapsztalatszerzés és a külkapcsolatok ápolása mellett az úgynevezett "lobogómutatás" volt, azaz hogy demonstrálják a Monarchia erejét a tengeren is.
1892 végén az SMS Kaiserin Elisabeth védett cirkáló indult egy ilyen missziós útra, amely Ázsiát, valamint Ausztráliát és Óceániát érintette. A hajóval tartott Ferenc Ferdinánd főherceg, a leendő trónörökös és kísérete. Az utazás egyik célja az volt, hogy a főherceg gyarapíthassa külföldi tapasztalatait, illetve a vele tartó szakemberek tudományos gyűjtést végezzenek.
Az SMS Kaiserin Elisabeth 1892. december 8-án futott ki Pólából, majd Triesztbe hajózott. A hajó parancsnoka Alois von Becker lovag, sorhajókapitány volt, a tisztikarban beosztva szerepelt Habsburg–Toscanai Lipót Ferdinánd főherceg, sorhajóhadnagyi rendfokozatban.  December 15-én szállt fel a hajóra Triesztben Ferenc Ferdinánd főherceg, és kísérete.
A cirkáló Port Szaid érintésével a Szuezi-csatornán át érte el az Indiai-óceánt. 1893 január és március között a hajó India több kikötőjében is horgonyt vetett. Április elején Szingapúrba hajóztak, út közben került sor az Egyenlítő átlépésekor szokásos tréfás ceremóniára, melyen a főherceg is részt vett. Szingapúrból a cirkáló Batáviába, majd Sydney-be ment. Itt május 20-án Lipót Ferdinánd főherceget folyamatos helytelen viselkedése miatt kihajózták, ő egy kereskedelmi gőzhajóval tért vissza Európába. A cirkáló ez után számos helyet felkeresett a Csendes-óceáni szigetvilágban, többek közt Új-Kaledóniát, a Salamon-szigeteket és Új-Guineát. Júliusban ismét kikötöttek Szingapúrban, itt az addig begyűjtött emlékeket egy osztrák-magyar gőzössel hazaküldték. Szingapúrból Hongkongba, onnan Nagaszakiba, majd Jokohamába mentek, itt több, mint egy hónapig állt a hajó. Jokohamában Ferenc Ferdinánd kihajózott és egy kereskedelmi gőzössel Amerikába utazott. A Kaiserin Elisabeth októberben a Koreai-félszigeten kötött ki, ekkor több kétoldalú megállapodást írtak alá Csoszon és a Monarchia között. A cirkáló Hongkong, Szingapúr, Colombo és Áden érintésével, a Szuezi-csatornán át tért vissza a Földközi-tengerre. Polába december 19-én futott be a Kaiserin Elisabeth, 34780 tengeri mérföld (64412 km) megtétele után. Ferenc Ferdinánd – aki már korábban hazatért – az SMS Fantasie jacht fedélzetén fogadta a Pólába érkező cirkálót. Az utazás emlékére készíttetett érmeket ez után személyesen adta át a legénység tagjainak.
Az adományozások számáról eltérő adatok ismertek, valószínűleg mintegy 460 érmet osztottak ki az út résztvevői közt.

## A kitüntetés leírása
A kitüntetés 37 mm átmérőjű, aranyozott bronz érem. Előlapján trópusi növénykoszorúban horgony látható, felette kitárt szárnyú kétfejű sas, főhercegi koronával. Felirata: REISE S. M. SCHIFF KAISERIN ELISABETH (Őfelsége Kaiserin Elisabeth hajójának útja). A hátlapon koszorúba foglalva az utazás főbb állomásai vannek felsorolva: OST INDIEN AUSTRALIEN SÜDSEE-INSEL CHINA JAPAN 1892–1893 (Kelet-India, Ausztrália, Dél-tengeri szigetek, Kína, Japán), felettük Ferenc Ferdinánd főherceg névjele látható. A szalag 40 mm széles, külalakja a Vitézségi Éremével egyezett, de fehér alapszínnel és kék mintázattal.

## További információk

Az 1892–93. évi Tengeri Utazási Emlékérmét jelölő piktogram a tiszti névkönyvekben

## A kitüntetést elnyert személyek

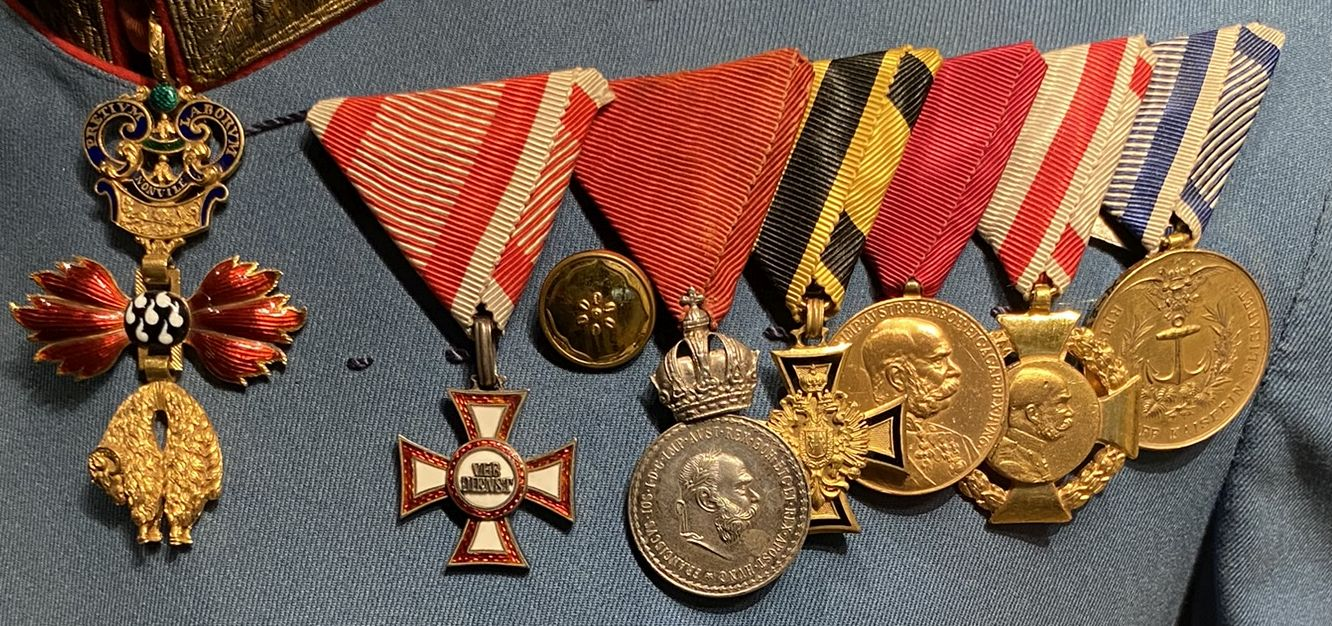
Ferenc Ferdinánd kitüntetéssora a prágai Hadtörténeti Múzeumban, utolsó helyen az 1892–93. évi Tengeri Utazási Emlékérem

A lista nem teljes, azon nevezetesebb személyeket tartalmazza, akik megkapták az emlékérmet.
- Alois von Becker lovag, ellentengernagy, sorhajókapitányként vett részt az utazáson, mint a cirkáló parancsnoka.
- Bugél Ödön, a fiumei Nautica tanára, tengerészkadétként vett részt az utazáson.
- Anton Sanchez de la Cerda címzetes ellentengernagy, sorhajóhadnagyként vett részt az utazáson.
- Ferenc Ferdinánd főherceg
- Reményi Ferenc honvéd ezredes, sorhajózászlósként vett részt az utazáson.